# فرنسيسكو أورتيز فرانكو
فرنسيسكو أورتيز فرانكو (بالإسبانية: Francisco Ortiz Franco)‏ هو صحفي مكسيكي، ولد في 1954 في دولوريس إيدالغو في المكسيك، وتوفي في 22 يونيو 2004 في تيخوانا في المكسيك.